# Apex (film)
Pour les articles homonymes, voir Apex.
Pour plus de détails, voir Fiche technique et Distribution.
Apex est un film de science-fiction américain coécrit et réalisé par Edward John Drake, sorti en 2021.

## Synopsis
Dans un futur proche, sur une île déserte, un ancien flic, Thomas Malone, est traqué par cinq chasseurs d'élite qui ont dépensé une fortune pour se prêter à leur jeu favori : la chasse à l'homme. Rusé et ingénieux, pour survivre, Malone se rebelle rapidement contre eux en les éliminant un par un.

## Fiche technique
- Titre original et français : Apex
- Réalisation : Edward John Drake
- Scénario : Edward John Drake et Corey William Large
- Musique : Hugh Wielenga
- Photographie : Wai Sun Cheng
- Montage : Justin William
- Production : Corey William Large, Sean O'Reilly, Matthew Helderman et Luke Taylor
- Sociétés de production : 308 Entertainment, BondIt Media Capital, Head Gear Films, Buffalo 8 Productions, Kreo Films FZ et Metrol Technology
- Société de distribution : RLJE Films
- Pays d'origine :  États-Unis
- Langue originale : anglais
- Format : couleur
- Genre : science-fiction
- Durée : 94 minutes
- Dates de sortie : 
  - États-Unis : 12 novembre 2021
  - France : 23 février 2022 (vidéo)

## Distribution
- Bruce Willis (VF : Stefan Godin) : Thomas Malone
- Neal McDonough (VF : Arnaud Arbessier) : Samuel Rainsford
- Corey William Large (VF : Vincent Bonnasseau) : Carrion
- Lochlyn Munro (VF : Philippe Vincent) : Lyle
- Trevor Gretzky (VF : Laurent Maurel) : Ecka
- Nels Lennarson (VF : Thierry Mercier) : Bishop
- Megan Peta Hill (VF : Sylvie Jacob) : Jeza
- Adam Huel Potter (VF : Yann Sundberg) : le directeur Warden Nicholls
- Joe Munroe : Damien
- Alexia Fast (VF : Alexia Papineschi) : West Zaroff

- Version française
  - Studio de doublage : Iyuno SDI
  - Direction artistique : Annabelle Roux
  - Adaptation : Mathias Raaflaub

## Critiques
Le film obtient la note de 1,3 sur 5 sur le site Allociné.
La note obtenue sur le site SensCritique n’est guère supérieure avec seulement 2,6/10.